# Рој Кларк
Рој Кларк OBE (енгл. Roy Clarke; Остерфилд, 28. јануар 1930) је енглески писац комедија.

## Каријера
Кларк је најбоље познат по својим ситуационим комедијама емитованим на Би-Би-Сију; Last of the Summer Wine (Значење: Последње од летњег вина), Open All Hours (Значење: Стално отворено) и Keeping Up Appearances (Значење: Одржавање угледа), у којима су глумили познати глумци: Бил Овен, Питер Селис, Брајан Вајлд, Кејти Стаф, Тора Хајрд, Рони Баркер, Дејвид Џејсон и Патриша Раутлеџ. 
Нешто је мање познат по писању ситуационих комедија Ain't Misbehavin и 
Oh No, It's Selwyn Froggitt! 1974. године, кад је написао прву епизоду, мада је Алан Плејтер написао касније. Кларк је радио и у филму, а написао је признату драму A Foreign Field 1993. године. 
На самом врхунцу, Last of the Summer Wine имала је преко 22 милиона гледалаца. 
Добио је орден Реда британске империје за свој допринос британској комедији као и награду за животно дело British Comedy Awards 2010. године.

## Лични живот
Тренутно живи у руралном Гулу, Источни Јоркшир. Пре него што је постао писац, Кларк је био учитељ, полицајац као и војник у Британској Армији.